# Ana Becciu
Ana María Becciu (Buenos Aires, 20 de julio de 1948) es una poeta, profesora y traductora argentina.

## Biografía
Estudió Letras en la Universidad Católica Argentina, donde obtuvo el título de profesora en letras en 1972. En 1976 dejó Argentina y vivió en Barcelona primero y más tarde París, donde prosiguió sus estudios en la Universidad Central de Barcelona y en la Sorbona (Paris VII). Trabajó como traductora supernumeraria en algunos organismos del sistema de las Naciones Unidas. Además, Becciú es traductora literaria. Ha traducido a autores como Djuna Barnes, Allen Ginsberg, Tennessee Williams.
Desde 2002 reside en Francia.
Pertenece a la Asociación internacional de escritores (PEN).
Se ha encargado de la compilación de la obra de la poeta argentina Alejandra Pizarnik que ha sido publicada por la Editorial Lumen (Random House Mondadori) de Barcelona en tres volúmenes, Poesía, Prosa y Diarios, entre 2000 y 2002.

## Obra
como autora
- Como quien acecha. Editorial de la Flor, Buenos Aires 1973
- Por ocuparse de ausencias. Último Reino, Buenos Aires 1982, ISBN 950-9418-02-1 (El sonido y la furia; 9)
- Ronda de noche. Neuaufl. Plaza & Janés, Barcelona 1999, ISBN 84-01-59031-0 (Colección Poesía; 29)
- La visita y otros libros. Buguera, Barcelona 2007, ISBN 978-84-02-42033-6 (colección de sus poemas)

como editora e investigadora
- Jorge Manrique: Poesías completas. Kapelusz, Buenos Aires 1974
- Julio Cortázar: Algunos pameos y otros prosemas. Plaza & Janés Editore, Barcelona 2000, ISBN 84-01-59014-0.
- Alejandra Pizarnik: In einem Anfang war die Liebe Gewalt. Tagebücher („Diarios“). Ammann Verlag, Zúrich 2007, ISBN 978-3-250-10484-1

como traductora
- Djuna Barnes, Allen Ginsberg, Mary McCarthy, Valerie Solanas, Tennessee Williams, Chester Himes, Nadia Fusini, Alberto Manguel, Pascal Quignard, Patricia Runfola, Nathalie Sarraute, Adrienne Rich